# Народна астрономическа обсерватория и планетариум, Габрово
Народната астрономическа обсерватория и планетариум в Габрово е основана през 1984 година.
Намира се на височина край града. Нейната мисия е да осъществява образователни, изследователски и културни функции:
- провеждане на астрономически учебни, обзорни лекции и програми;
- практически наблюдения на Слънцето, Луната, планетите и техните спътници, звездни купове, мъглявини и други обекти и явления;
- изложение на тематични експозиции.